# Rock That Body
Ne doit pas être confondu avec Rock Your Body.
Singles de The Black Eyed Peas
Imma Be
(2009) Missing You
(2010)
Rock That Body est une chanson du groupe The Black Eyed Peas qui apparaît en piste 2 de l'album The END. Elle sort le 15 janvier 2010 en tant que 5e single issu de l'album. Elle est produite par le DJ français David Guetta. Son style est electropop, house et electro hop.

## Sample
Ce morceau contient un sample du titre It Takes Two de Rob Base & Dj E-Z Rock (voix et instrumental).

## Vidéo clip
Le clip de Rock That Body est mêlé avec celui de Imma Be, ce qui en fait donc un double-clip. Le clip a été dévoilé le 16 février 2010 et s'intitule Imma Be Rocking That Body. Il est d'une durée de 10 minutes. On peut y voir de nombreux effets spéciaux (une voiture qui vole ou des robots qui dansent). Il est réalisé par Rich Lee.
Au tout début, on aperçoit les quatre membres du groupe en train de discuter entre eux. La chanteuse Fergie les quitte ensuite, direction une moto. Elle roule jusqu'à s'arrêter au milieu d'une route; puis elle exécute des chorégraphies tout en chantant la chanson Imma Be, avant de rentrer dans un bar, où Will.i.am, déjà présent, est en train de verser un produit liquide de couleur verte. Les deux membres du groupe sortent ensuite du bar, partent avec une voiture volante, tandis qu'un robot se lance à leur poursuite. Alors, que la chanson commence à prendre du rythme, le Robot est rejoint par d'autres congénères. Ensemble ils exécutent une chorégraphie innovante. C'est quand on arrive au milieu du clip, que la chanson Imma Be laisse peu à peu place à la chanson Rock That Body. Tout en continuant à marcher sur la route, les Black Eyed Peas, entrent dans une zone urbaine. Ils sont armés, et lancent des projectiles sur la population, qui en recevant ces projectiles, les habitants se mettent tout naturellement à danser sur le rythme de la chanson, les membres du groupe, montent chacun sur un robot volant, qui les emmènent dans un autre endroit de la vie, en passant par un tunnel. À la fin du clip, on peut voir les 3 hommes du groupe venir au secours de Fergie pour l'aider à se relever. Elle s'était en fait évanouie...

## Liste des pistes
Royaume-Uni CD Single
| 1.   | Rock That Body (Radio Edit)                      | 3:58 |
| 2.   | Meet Me Halfway (will.i.am Meet Me At The Remix) | 5:49 |
| 9:47 |                                                  |      |

Téléchargement digital E.P.
| 1.    | Imma Be (Wolfgang Gartner Remix)               | 6:24 |
| 2.    | Imma Be (Danger Olympic Remix)                 | 4:31 |
| 3.    | Imma Be (Poet Name Life & DJ Ammo Remix)       | 4:42 |
| 4.    | Rock That Body (Skrillex Remix)                | 5:09 |
| 5.    | Rock That Body (Chris Lake Remix)              | 5:54 |
| 6.    | Rock That Body (apl.de.ap and DJ Replay Remix) | 5:54 |
| 31:21 |                                                |      |

## Personnel
- auteur-compositeur — William Adams, Allan Pineda, Jaime Gómez, Stacy Ferguson, David Guetta, Mark Knight, Adam Walder, Jean Baptiste, Jamie Munson, Robert Ginyard
- Production — David Guetta, will.i.am, Mark Knight, Funkagenda
- Keyboards — Mark Night, Adam Walder
- Additional guitar, additional keyboards, additional vocals — Hal Ritson
- Arrangeur — will.i.am

Source.

## Classements et certifications
| Classement (2009-2010)                  | Meilleure position |
| --------------------------------------- | ------------------ |
| Australie (ARIA)                        | 8                  |
| Autriche (Ö3 Austria Top 40)            | 7                  |
| Belgique (Flandre Ultratop 50 Singles)  | 4                  |
| Belgique (Wallonie Ultratop 50 Singles) | 5                  |
| Canada (Hot 100)                        | 41                 |
| République tchèque                      | 23                 |
| Pays-Bas (Nederlandse Top 40)           | 17                 |
| Europe (Hot 100)                        | 6                  |
| Finlande (Suomen virallinen lista)      | 19                 |
| France (SNEP)                           | 7                  |
| Allemagne (Media Control AG)            | 10                 |
| Irlande (IRMA)                          | 9                  |
| Nouvelle-Zélande (RMNZ)                 | 16                 |
| Pologne (Dance Top 50)                  | 13                 |
| Écosse (OCC)                            | 11                 |
| Slovaquie (IFPI Rádio)                  | 23                 |
| Suisse (Schweizer Hitparade)            | 27                 |
| Royaume-Uni (UK Singles Chart)          | 11                 |
| Royaume-Uni (UK Dance Chart)            | 1                  |
| États-Unis (Hot 100)                    | 9                  |
| États-Unis (Dance Club Songs)           | 5                  |
| États-Unis (Latin Pop Airplay)          | 28                 |
| États-Unis (Pop Airplay)                | 12                 |

| Classement (2010)                 | Position |
| --------------------------------- | -------- |
| Belgique (Wallonie) Singles Chart | 25       |
| Europe Hot 100 Singles            | 52       |

| Pays        | Certification |
| ----------- | ------------- |
| Australie   | Platine       |
| Italie      | Or            |
| Royaume-Uni | Argent        |

## Historique de sortie
| Pays       | Date        | Format     |
| ---------- | ----------- | ---------- |
| États-Unis | 11 mai 2010 | Mainstream |

| Pays        | Date            | Format                 |
| ----------- | --------------- | ---------------------- |
| Australie   | 29 janvier 2010 | CD single              |
| Brésil      | 5 mars 2010     | Téléchargement digital |
| Royaume-Uni | 15 mars 2010    | CD single              |
| Allemagne   | 19 mai 2010     | CD single              |
| France      | 6 avril 2010    | CD single              |
| États-Unis  | 11 mai 2010     | CD single              |